# Declaración de Soberanía Estatal de la RSFS de Rusia
La Declaración de Soberanía Estatal de la República Socialista Federativa Soviética de Rusia (en ruso: Декларация о государственном суверенитете РСФСР, tr. Deklarátsiya o gosudárstvennom suverenitete RSFSR) fue un acta política de la República Socialista Federativa Soviética de Rusia (RSFSR), cuando era parte de la Unión Soviética, que marca el inicio de la reforma constitucional en Rusia. La declaración fue adoptada por el primer Congreso de los Diputados del Pueblo de la RSFS de Rusia el 12 de junio de 1990. Proclamó la soberanía de la RSFS de Rusia y la intención de establecer una democracia constitucional en una Unión Soviética liberalizada. La declaración afirma lo siguiente:
- Supremacía de la constitución y las leyes de la RSFS de Rusia sobre la legislación de la URSS (soberanía).
- Igualdad de oportunidades ante la ley para todos los ciudadanos, partidos políticos y sectores sociales (igualdad ante la ley).
- El principio de separación de los poderes legislativo, ejecutivo y judicial.
- La necesidad de expandir los derechos de las repúblicas autónomas, regiones, distritos y territorios de Rusia (federalismo).

La declaración fue firmada por el entonces Presidente del Presídium del Sóviet Supremo de la RSFS de Rusia, Borís Yeltsin.
El día de la declaración, el 12 de junio, se celebra como Día de Rusia, el día nacional de la Federación de Rusia desde 1992.